# Guyanochactas
Genre
Guyanochactas est un genre de scorpions de la famille des Chactidae.

## Distribution
Les espèces de ce genre se rencontrent au Brésil et en Guyane.

## Liste des espèces
Selon The Scorpion Files (06/08/2020) :
- Guyanochactas flavus Lourenço & Ythier, 2011
- Guyanochactas gonzalezspongai (Lourenço, 1983)
- Guyanochactas goujei (Vellard, 1932)
- Guyanochactas mascarenhasi (Lourenço, 1988)
- Guyanochactas touroulti Lourenço, 2018

## Systématique et taxinomie
Le statut de ce genre est discuté, synonyme de Broteochactas pour Soleglad & Fet, il est valide pour Lourenço et Ythier.

## Publication originale
- Lourenço, 1998 : Un nouveau genre de scorpion amazonien appartenant à la famille des Chactidae (Chelicerata, Scorpiones). Revue Arachnologique, vol. 12, no 12, p. 129-134.